# Ночево (Псковская область)
Ночево — деревня в Красногородском районе Псковской области России. Входит в состав Красногородской волости.

## География
Расположена в центральной части района, в 3 км к юго-западу от районного центра, посёлка Красногородск.

## Население
| 2001 | 2002 | 2010 |
| ---- | ---- | ---- |
| 168  | ↘160 | ↘138 |

Численность население деревни по оценке на начало 2001 года составляла 168 жителей.